# Connecticut Bicentennials
Hartford Bicentennials is een voormalige Amerikaanse voetbalclub uit Hartford, Connecticut. De club werd opgericht in 1975 en opgeheven in 1977. In 1976 verhuisde de club naar New Haven, Connecticut om daarna verder te gaan als Connecticut Bicentennials. Het thuisstadion van de club was het Yale Bowl dat plaats bood aan 70.000 toeschouwers. Ze speelden drie seizoenen in de North American Soccer League. Daarin werden geen aansprekende resultaten behaald.

## Verhuizing
Na het seizoen in 1978 verhuisde de club naar Oakland, Californië om de clubnaam te veranderen naar de Oakland Stompers.